# Mauritia flexuosa
Mauritia flexuosa är en enhjärtbladig växtart som beskrevs av Carl von Linné d.y.. Mauritia flexuosa ingår i släktet Mauritia och familjen Arecaceae. Inga underarter finns listade i Catalogue of Life.

## Bildgalleri

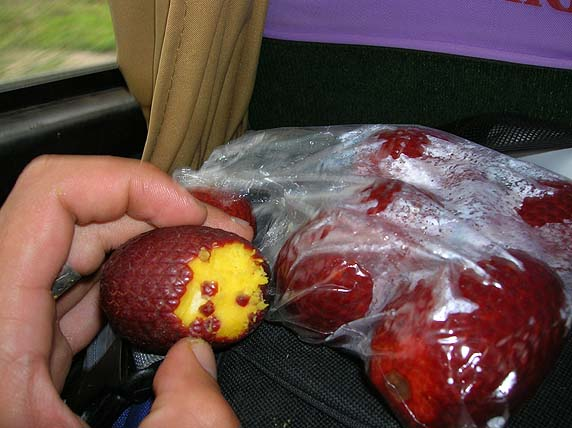
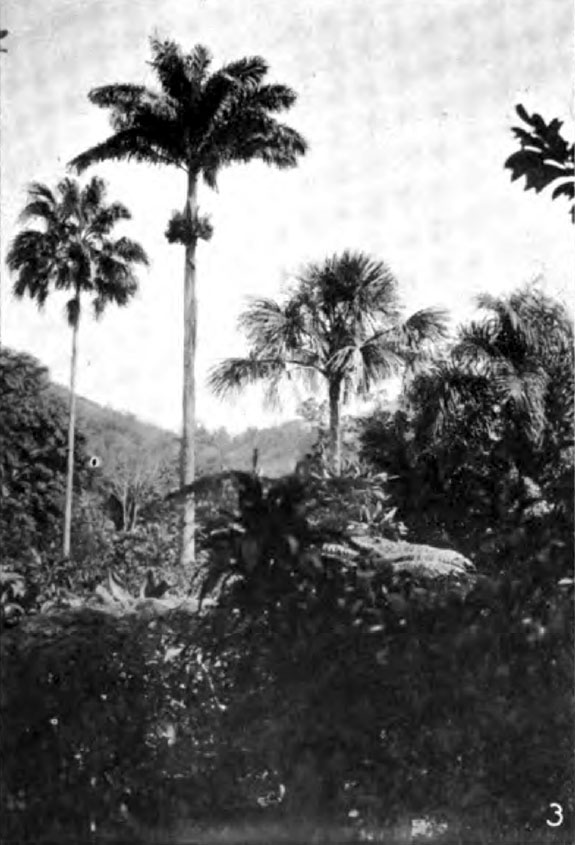
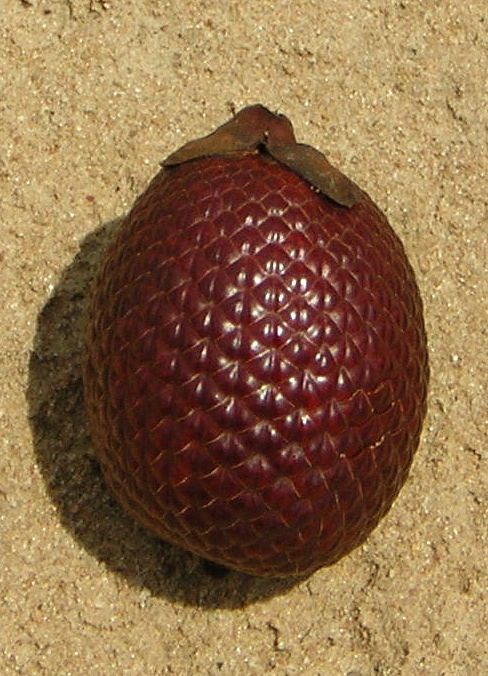
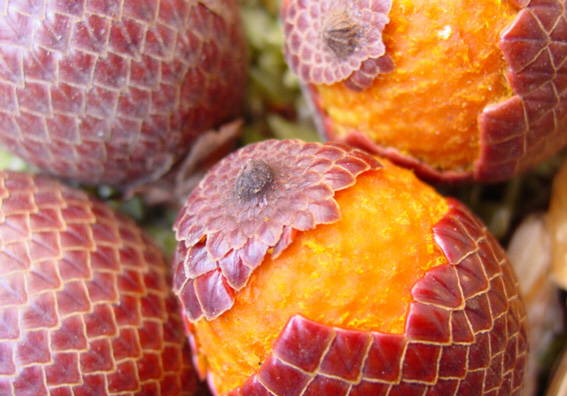
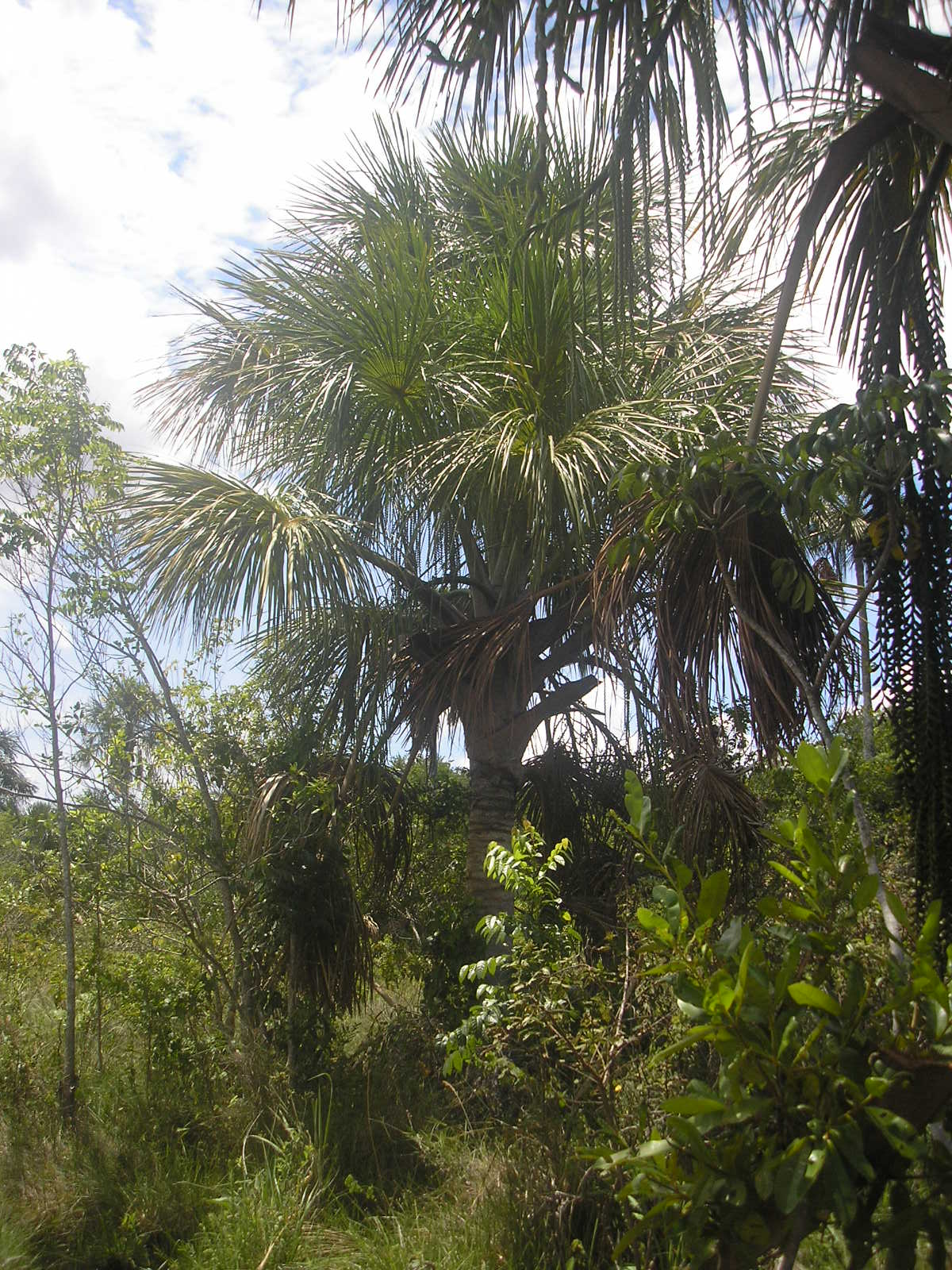
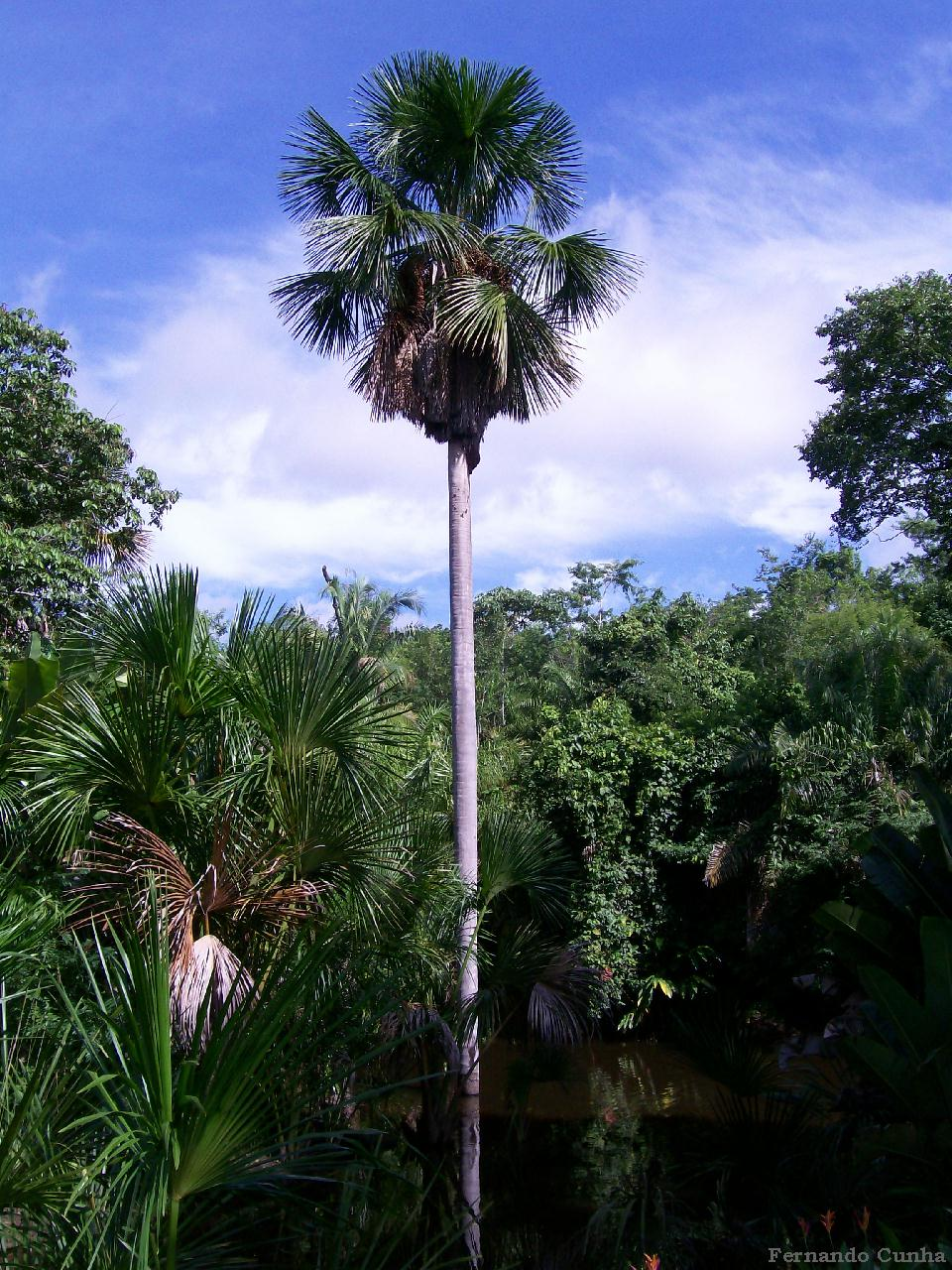
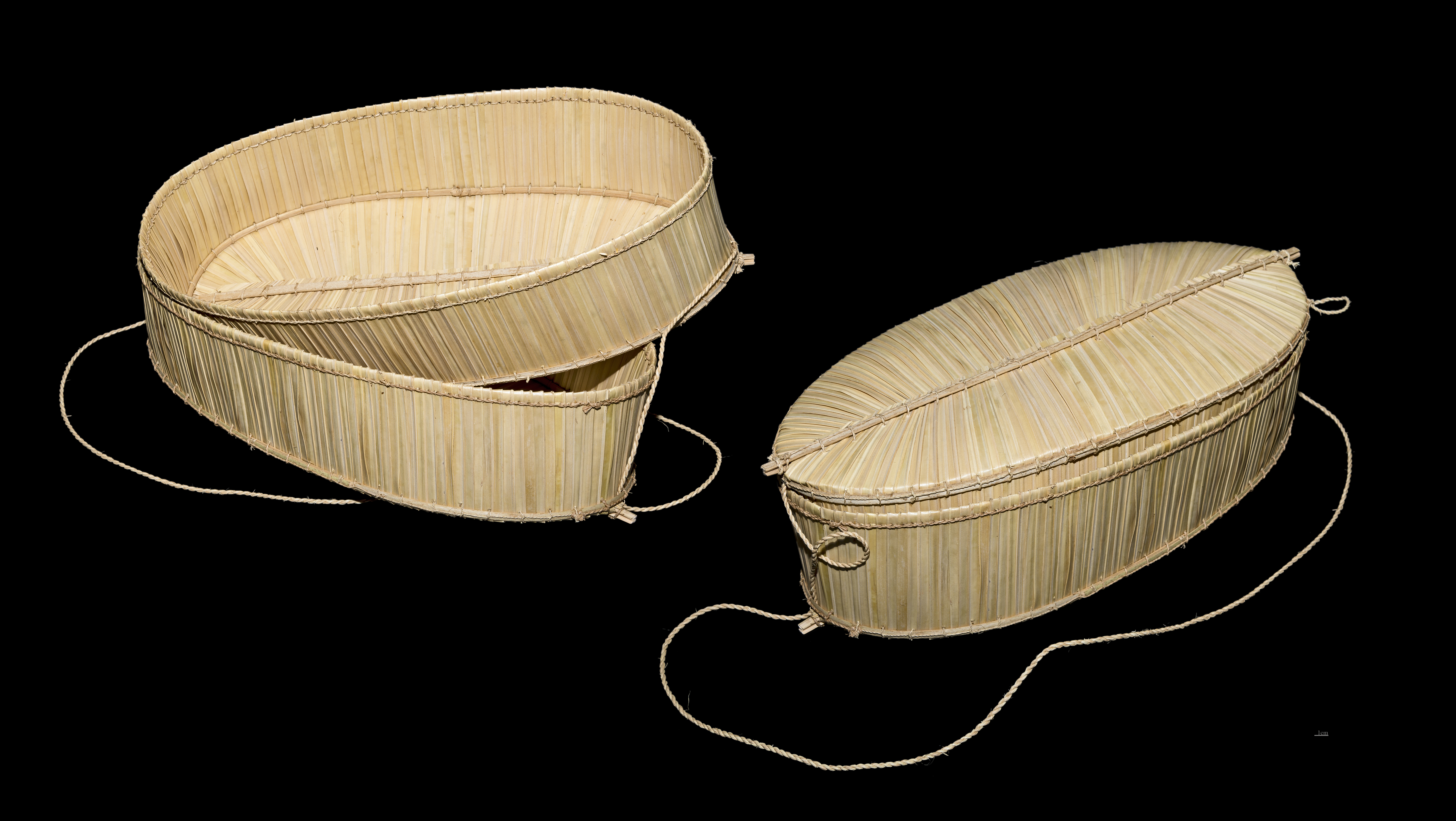